# Keperbinding

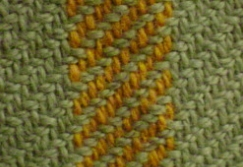
Keperweefsel, te herkennen aan de diagonale lijnen. Dit is een 2/2 keper.

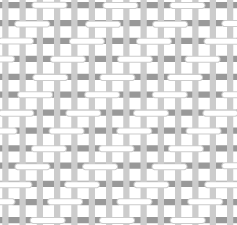
Structuur van 2/2 keper.

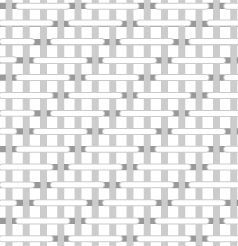
Structuur van 3/1 keper.

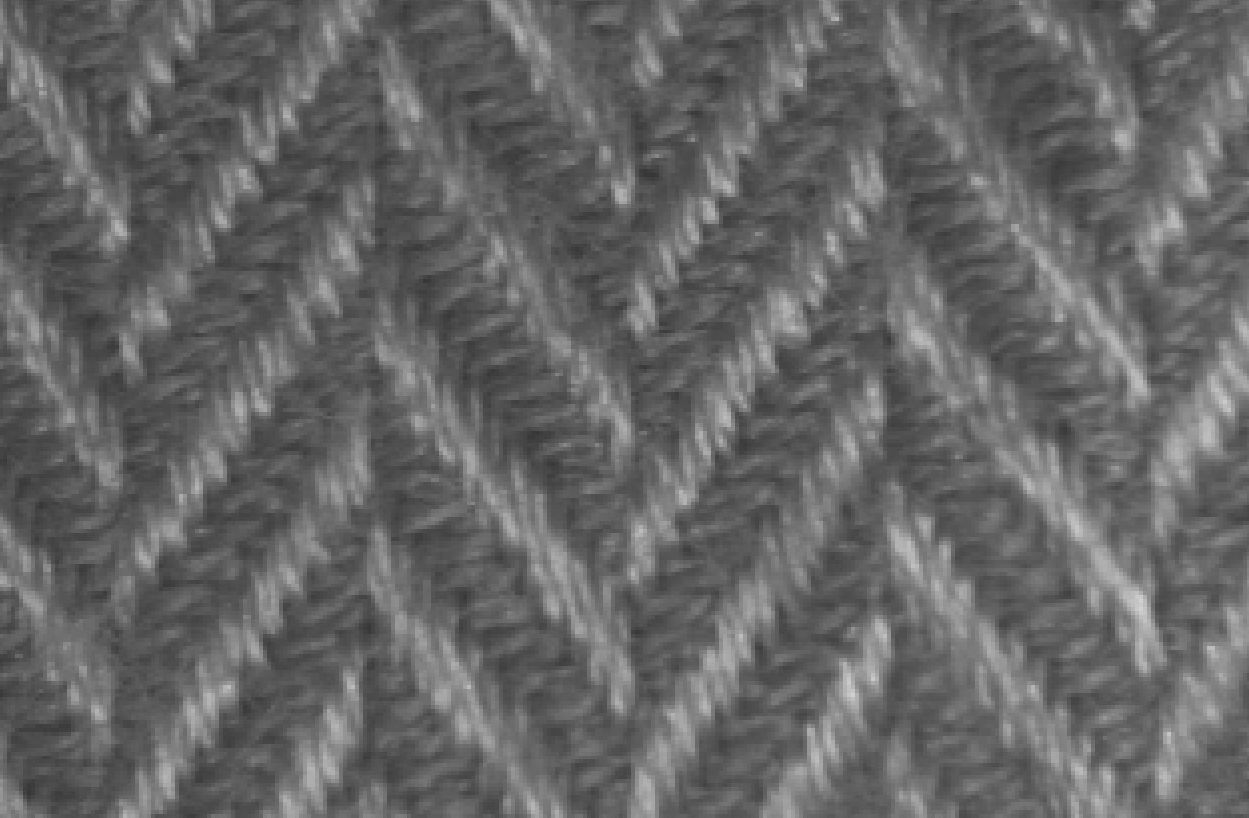
Keperweefsel dat de verspringing periodiek afwisselt, genaamd 'visgraat'.

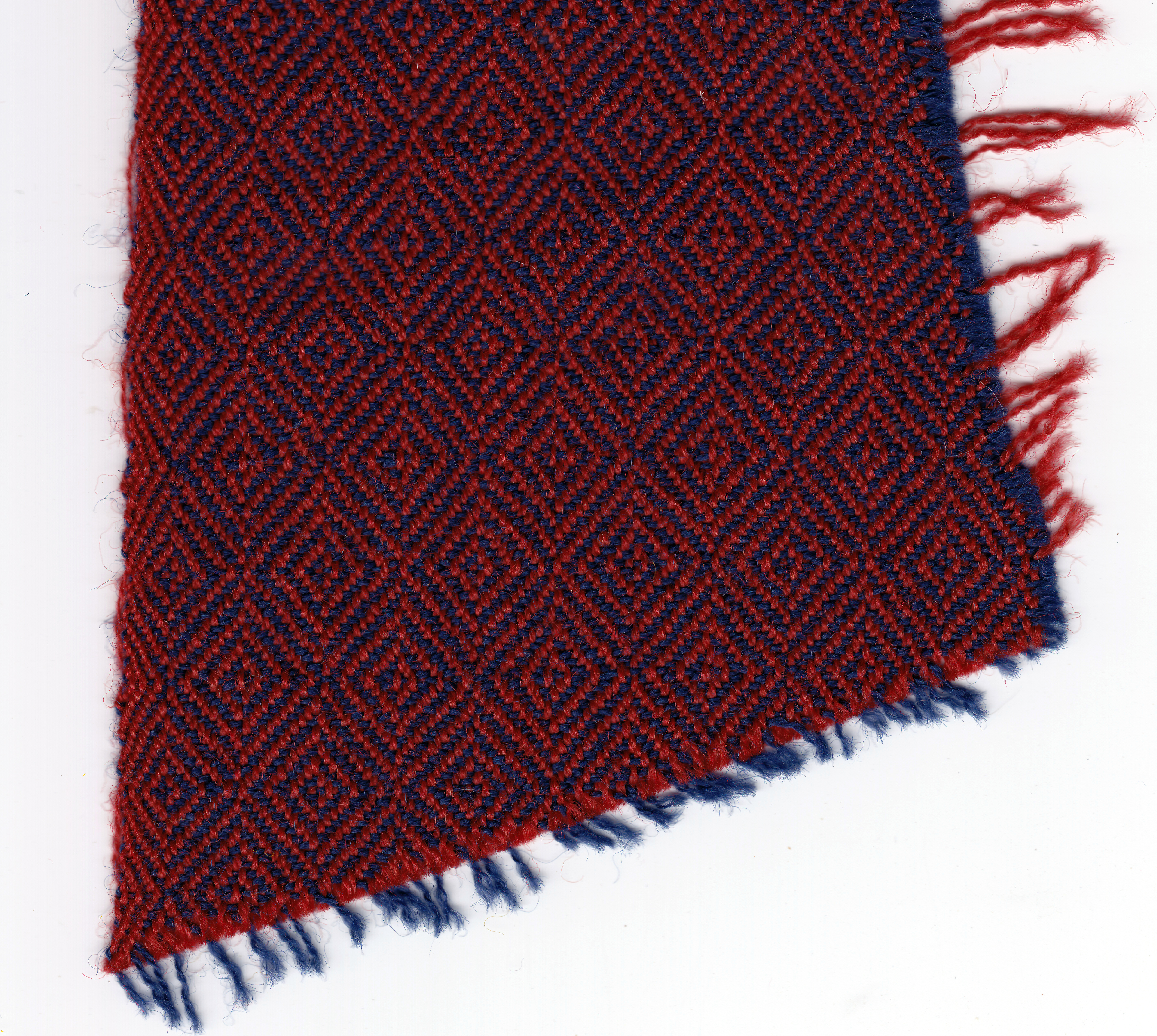
Diamantkeper met lijst, Ketting is blauw, inslag is rood

De keperbinding (Engels: twill) vormt een van de drie hoofdbindingen van textiel. De andere twee zijn de effen binding (linnenbinding) en de satijnbinding (atlasbinding).
Terwijl de effenbinding en alle rechtstreekse afleidingen daarvan geweven kunnen worden op een 2-schachts-weefgetouw, heeft men voor een keperbinding minimaal 3 schachten nodig.
Er bestaat maar één linnenbinding, maar er bestaan zeer veel keperbindingen, soms kan het aantal schachten wel oplopen tot 24 en zelfs meer.

## Beschrijving
De keper wordt als volgt geweven:
Men verplaatst voor iedere inslag het bindpunt zijwaarts in één richting. Hierdoor schuiven de bindpunten progressief op in schuine lijn; dit vormt het typische aanzicht van een keperweefsel.
De karakteristieke diagonale lijnen in het weefsel lopen door van de rechterbenedenhoek tot aan de linkerbovenhoek of vice versa.
Vanzelfsprekend is de richting van de schuine lijn aan de rechterzijde van het weefsel steeds tegengesteld aan de schuine richting aan de averechtse kant.
Wanneer we boven op het weefsel meer inslag dan ketting hebben, dan spreken we van inslagkepers, bij meer ketting dan inslag spreken we van kettingkepers. Is er ten slotte evenveel ketting- als inslageffect, dan noemen we dit gelijkzijdige kepers. Als regel worden keperbindingen ook aangegeven met het aantal schachten waarmee ze worden geweven.
|  |  |  |  |

## Categorieën
We onderscheiden:
1. Eengraadskepers.
2. Meergraadskepers.
3. Gelijkzijdige kepers.
4. Ongelijkzijdige kepers.
5. Symmetrische kepers.
6. Asymmetrische kepers.

## Kenmerken
De stijging van de keperlijn wordt aangegeven in graden.
1. Kepers 27° - Hierbij stijgt de kruising 1 inslag per 2 kettingdraden.
2. Kepers 45° - Hierbij stijgt de kruising 1 inslag per kettingdraad.
3. Kepers 63° - Hierbij stijgt de kruising 2 inslagen per kettingdraad.
4. Kepers 72° - Hierbij stijgt de kruising 3 inslagen per kettingdraad.
5. Kepers 76° - Hierbij stijgt de kruising 4 inslagen per kettingdraad.

## Speciale kepers 63°
Rijbroekbinding (elastiekband of kousentrico).
- Elke kettingdraad heeft per rapport 2 lange flotteringen.
- De hoogte is steeds 2 keer de breedte.
- Naast de lange kettingflotteringen komen 1 of 2 korte flotteringen per rapport voor.

Gabardinebinding.
- Elke kettingdraad heeft per rapport 1 lange flottering.
- De hoogte van de binding is altijd oneven, dus is zij altijd even hoog als breed.
- Naast de lange flottering heeft de kettingdraad 1 of meer flotteringen per rapport.

Whipcordbinding.
- Deze binding wordt veel gebruikt voor uniformstoffen.

## Samenstellingen met keperbindingen

### Onderbroken kepers
Deze keper geeft een schuine diagonale lijn over de stof. Door die schuine lijn op een bepaald punt af te breken en van een ander punt in dezelfde richting verder te laten gaan, ontstaat de zogenaamde onderbroken keper.
- Onderbroken kepers met keperstukken van gelijke lengte.

Een 2/2-keper van 45°, dus 4 draden, vervolgen we met nog een keperstuk van 4 draden. Het nieuwe keperstuk moet dan beginnen naast het inslageffect van de laatste kettingdraad. Het bindingsrapport is pas volledig bij 16 draden, omdat dan bij de laatste draad inslageffect staat op de plaats, waar bij de eerste draad kettingeffect staat en omgekeerd.
- Onderbroken kepers met keperstukken van ongelijke lengte.

Deze keper is niet moeilijker, doch er moet op worden gelet, dat alle keperstukken op snijding staan en ook, dat het rapport moet eindigen op de laatste groep.
- Onderbroken kepers in ruitvorm.

Deze ontstaan, door de keperstukken niet alleen náást, maar ook boven elkaar op snijding te plaatsen, waardoor een ruiteffect ontstaat.

### Gebroken kepers
- Op snijding staande gebroken kepers (visgraat).

Hierbij staat een rechtse met een linkse keper op snijding.
- Niet op snijding staande gebroken kepers (spitskeper).

Hierbij is de eerste draad van het nieuwe keperstuk gelijk aan de voorlaatste draad van het voorgaande keperstuk.
- Gebroken kepers in ruitvorm op snijding.
- Gebroken kepers in ruitvorm niet op snijding (op de punt staande of chinese ruiten).

### Gevlochten kruiskepers
Dit is een vlechtwerkje van linkse en rechtse keperlijntjes, die loodrecht op elkaar staan. Het aantal vindt men, door het schaftgetal te delen door de grootte van de grondbinding. De lengte van de keperlijnen is het schaftgetal, gedeeld door 2.
Voorbeeld:
8-schafts gevlochten kruiskeper, grondbinding 2/2, stijging 1.
Het aantal keperlijnen is nu 8 : 4 = 2.
De lengte van de keperlijnen is 8 : 2 = 4.

### Schroefkepers
Deze binding wordt zo genoemd, omdat de keperlijntjes als in de vorm van een schroefdraad omhoog lopen. Het overblijvende deel wordt dan opgevuld met linkse keper of ook wel met delen van andere bindingen.
De breedte van de binding is een veelvoud van de grondbinding, dus bij 2/2-keper steeds 4-8-12-16 etc. De lengte van de schaftkeperlijnen is een veelvoud van de helft der grondbinding, dus hier 4-6-8-10 etc. Het laten verspringen in de breedte geven we aan met het breedteverschil. Het verspringen in de hoogte is volgens de grondbinding. Met de grondbinding 2/2, stijging 1 en een breedteverschil van 2, kunnen we nu als volgt de hoogte van de binding berekenen:
Hoogte = breedte (8): breedteverschil (2) × hoogteverschil (6) = 24 hoog.

## Bindingspatronen

Bindingspatroon voor een eengraadskeper
Bindingspatroon voor een meergraadskeper
Bindingspatroon voor een ongelijkzijdige keper
Bindingspatroon voor een 63° keper
Bindingspatroon voor een 27° keper
Bindingspatroon voor een spitskeper
Bindingspatroon voor een visgraatkeper
Bindingspatroon voor een kruiskeper